# Smooth Island (ö i Australien, Tasmanien)
Smooth Island är en ö i Australien. Den ligger i delstaten Tasmanien, i den sydöstra delen av landet, omkring 38 kilometer öster om delstatshuvudstaden Hobart. Arean är 0,70 kvadratkilometer. Den sträcker sig 1,3 kilometer i nord-sydlig riktning, och 0,9 kilometer i öst-västlig riktning.
Runt Smooth Island är det mycket glesbefolkat, med 3 invånare per kvadratkilometer. Genomsnittlig årsnederbörd är 619 millimeter. Den regnigaste månaden är november, med i genomsnitt 79 mm nederbörd, och den torraste är augusti, med 37 mm nederbörd.